# 马速
马速（Masud，?—?），是吐鲁番汗国第四任可汗，伊斯兰教尊号速檀（苏丹）。速檀阿黑麻的孙子，沙汗堂弟。1565年，沙汗与瓦剌作战，战死沙场。马速王子自立为汗。1570年，叶尔羌汗国可汗阿不都克木（赛德之孙，马速堂侄），派弟弟四个弟弟琐非、马黑麻、阿布撒亦和忽来失率军东征，攻入吐鲁番，俘虏马速汗，吐鲁番汗国（东察合台汗国正支汗统）灭亡。（一说以叶尔羌汗国亡国的1680年为东察合台汗国灭亡时间）